# Colonna sonora di Halo 2
La colonna sonora di Halo 2 (in inglese Halo 2 Original Soundtrack) costituisce l'accompagnamento musicale per il videogioco del 2004 intitolato Halo 2. L'insieme di brani fu pubblicato in due volumi separati, usciti a quasi due anni di distanza l'uno dall'altro. Il Volume 1, uscito in contemporanea con la messa in commercio di Halo 2 il 9 novembre 2004, contiene brani strumentali arrangiati scritti da Martin O'Donnell e dal suo collaboratore principale, Michael Salvatori, così come dei brani "ispirati" da gruppi musicali quali gli Incubus, gli Hoobastank e i Breaking Benjamin. Il Volume 2 vide la luce il 25 aprile 2006 e contiene tutta la musica del gioco arrangiata in varie suite.
O'Donnell, che in precedenza aveva composto la musica per giochi Bungie come Myth e Halo: Combat Evolved, cercò di conferire un maggiore spessore alle melodie di Halo anche sulla base del capitolo precedente, introducendo nuovi suoni e influenze nelle scelte musicali compiute. I ritmi sono variegati e si basano sul genere di sequenza che il giocatore sta sperimentando nel corso della campagna, ragion per cui i compositori hanno preferito, per così dire, conferire un approccio dinamico ai brani che sarebbero stati ascoltati dall'utente. La musica fu registrata rivolgendosi a un'orchestra composta da cinquanta strumentisti allo Studio X di Seattle, nello stato del Washington. Per celebrare la messa in commercio, sia la Microsoft, proprietaria dei diritti della saga fantascientifica, sia Sumthing Else Music Works, l'etichetta discografica della colonna sonora, pianificarono un'intensa campagna pubblicitaria.
Sin dal momento della sua uscita, la colonna sonora di Halo 2 ha ricevuto dei giudizi positivi. I critici si sono divisi sui meriti riconosciuti in capo al Volume 1, con alcune testate che hanno apprezzato i contenuti bonus rappresentati dai brani riprodotti dalle band, mentre altre recensioni hanno ritenuto che nel primo volume mancasse una vera e propria coesione. Al contrario, vi è stata maggiore unanimità di pareri con riferimento al Volume 2, definito il «vero» soundtrack di Halo 2. Analizzando l'impatto sul mercato, entrambe le colonne sonore si rivelarono un successo in termini di vendite, con oltre 100.000 copie acquistate dagli appassionati della saga. La fortuna riscossa grazie alle colonne sonore venne indicata come un segnale della crescente rilevanza della musica per videogiochi nell'industria dell'intrattenimento. Il lavoro in questione è stato da allora riprodotto in varie tournée del concerto, tra cui PLAY! A Video Game Symphony e Video Games Live.

## Realizzazione
Nell'estate del 2004, il compositore di Halo 2 Martin O'Donnell e il produttore dell'album Nile Rodgers si convinsero a presentare la colonna sonora di Halo 2 in due volumi distinti. Il primo volume avrebbe compreso i temi del gioco che furono completati e mescolati, nonché dei contenuti "ispirati" da altri artisti. Il 9 novembre 2004 il primo volume uscì in contemporanea con il videogioco sotto il nome di Volume 1. Poiché la colonna sonora fu terminata prima che tutta la musica di gioco fosse completata, nessuno dei brani scritti da O'Donnell appare in Halo 2 con lo stesso arrangiamento. I gruppi musicali coinvolti nel Volume 1, inclusi i Breaking Benjamin e gli Incubus, si dissero entusiasti di aver potuto aggiungere i propri ritmi alla colonna sonora. Gli Incubus furono scelti per produrre una suite musicale che è stata poi spalmata nella colonna sonora sotto forma di quattro movimenti. Il chitarrista degli Incubus Mike Einziger dichiarò in un'intervista futura che «Halo è l'unico videogioco che ci abbia mai ispirato a scrivere un'intera suite [musicale]».
I primi brani musicali che O'Donnell scrisse per Halo 2 avevano lo scopo di accompagnare annunci, trailer e altri contenuti di natura promozionale; O'Donnell si preoccupò di conferire un sottofondo al trailer dell'annuncio cinematografico di Halo 2 il 2 agosto 2002, così come per la demo di Halo 2 del 2003 eseguita durante l'Electronic Entertainment Expo. O'Donnell confermò che il canto gregoriano, che tanto aveva avuto successo nel primo capitolo della serie, sarebbe stato riproposto nel sequel, ma in quest'occasione sarebbe stato accompagnato dalla chitarra di Steve Vai. O'Donnell sottolineò come l'ambientazione di alcune missioni in Africa lo spinse a trarre ispirazioni dalla cultura «afro-cubana», ma il grosso di questo genere di lavori non sarebbe sbarcato sulla versione definitiva. Anziché scrivere dei leitmotiv o delle melodie che sarebbero state impiegate per tutti i diversi personaggi, O'Donnell utilizzò un approccio musicale che definì alla «Pierino e il lupo», in quanto realizzò delle «sequenze cupe per i momenti tristi, dei ritmi adrenalici per i momenti di grossa tensione e così via». I temi ricorrenti furono sviluppati più in maniera casuale che seguendo una vera e propria pianificazione. La registrazione della musica orchestrata fu completata nel corso di diverse sessioni contattando l'orchestra Northwest Sinfonia allo Studio X di Seattle, nello stato del Washington.
Nile Rodgers produsse entrambi i volumi della colonna sonora, oltre a scrivere ed eseguire il brano "Never Surrender" in collaborazione con la cantautrice/remixer Nataraj. Rodgers stesso si definì un appassionato del mondo dei videogiochi, rimarcando nel corso di un'intervista: «[Avevo notato che] dal 30% al 40% del budget [di registrazione] andava speso nelle pause per giocare ai videogiochi. Poiché tutti quei soldi avrebbero dovuto essere destinati alla sessione di registrazione, decisi di capire cosa ci fosse di così avvincente, con il risultato che mi sono appassionato anch'io [al gioco]».
A causa di problematiche di carattere legale, il Volume 2, contenente la versione completa della colonna sonora di Halo 2, fu pubblicato soltanto più di un anno dopo il suo missaggio e la sua masterizzazione. I brani del volume sono stati formattati in una serie di 'suite' che corrispondono ai vari capitoli della campagna del gioco, in maniera tale da generare all'ascoltatore che ha già riprodotto il videogioco una «rappresentazione musicale» della missione in esame. O'Donnell affermò che la presentazione della colonna sonora alla stregua di un concept album fu una conseguenza logica del lavoro appena compiuto, in quanto la storia e le ambientazioni presenti in Halo 2 influenzarono direttamente il genere di brani che si decise di produrre.

## Distribuzione
Il piano originale di distribuzione prevedeva che il primo volume della Halo 2 Original Soundtrack uscisse in concomitanza con il lancio del videogioco, al fine di ottenere risultati commerciali più convincenti; oltre ad acquistare il gioco, si pensava infatti che i consumatori si sarebbero interessati alla colonna sonora e ad altri prodotti del merchandising legato alla serie di Halo. Ognuna delle copie del primo milione di videogiochi venduti conteneva degli inserti promozionali relativi alla colonna sonora. Quando la fase di sviluppo di Halo 2 stava volgeva verso il termine, la Microsoft pensò che anche il soundtrack avrebbe potuto favorire la risonanza mediatica del lavoro della Bungie, ragion per cui si concentrò su campagne pubblicitarie che promuovessero sia il videogioco che la colonna sonora. L'etichetta discografica delle due raccolte di brani, la Sumthing Distribution, si unì all'imponente marketing messo in atto per sponsorizzare il prodotto, ricorrendo nello specifico a speciali stazioni di ascolto di musica, vendita di videogiochi presso i suoi negozi e altre iniziative ancora. "Halo Theme MJOLNIR Mix", la prima traccia del volume 1, fu pubblicata il 22 novembre 2007 e resa gratuitamente scaricabile sulla versione di Guitar Hero III: Legends of Rock per Xbox 360.

## Accoglienza
| Recensione | Giudizio |
| ---------- | -------- |
| AllMusic   | [ 9 ]    |

| Recensione | Giudizio |
| ---------- | -------- |
| AllMusic   | Positivo |
| IGN        | Positivo |

L'opinione della critica sulla colonna sonora di Halo 2 non ha tardato ad arrivare, contraddistinguendosi per toni generalmente positivi. Nonostante questo, la scelta di pubblicarla in due momenti separati ha suscitato giudizi non unanimi, così come la decisione di rivolgersi ad altri artisti nel volume 1 al fianco dei compositori originali, da alcuni elogiata e da altri biasimata. Mike Brennan, per conto di Soundtrack.net, ha ritenuto che il coinvolgimento degli Hoobastank, dei Breaking Benjamin e degli Incubus rendesse la colonna sonora «più energica», ma nel complesso le faceva patire un'assenza di coesione. Al contrario, l'emittente statunitense G4 TV ha ritenuto la "Odyssey" realizzata in quattro parti dagli Incubus «un misto di rock progressivo e fusion che non si ascoltavano dagli anni '70».
Nuketown.com ha dichiarato che il volume 2 rappresentava proprio l'insieme di melodie che i fan stavano aspettando, con altre testate che, facendole eco, hanno sostenuto che essa «sembra[sse] la vera colonna sonora di Halo 2». IGN ha giudicato le tracce godibili, ma ha ritenuto che le sinfonie più tradizionali stonassero con l'ambientazione e i suoni elettronici editi con il primo volume.
Nel complesso, le colonne sonore di Halo 2 hanno fatto registrare buone vendite. Del Volume 1 sono state acquistate più di 100.000 copie, oltre a raggiungere la posizione numero 162 su Billboard 200, un risultato mai raggiunto prima dalla colonna sonora di un videogioco in tale classifica. Si trattò di cifre che, rispetto ad altri settori, raggiunsero quote assai alte, se si tiene infatti conto del fatto che le colonne sonore dei film, in genere, non vendono più di 10.000 copie. Il successo rappresentato dalla Halo 2 Original Soundtrack fu considerato frutto del crescente interesse da parte degli appassionati dei videogiochi per le colonne sonore nell'industria dell'intrattenimento, passata da semplici «chiptune» a melodie complesse finanziate da budget elevati.

## Tracce

### Volume 1
1. Halo Theme MJOLNIR Mix (feat. Steve Vai) – 4:11 (musica: O'Donnell, Salvatori)
2. Blow Me Away – 3:25 (musica: Breaking Benjamin)
3. Peril – 2:46 (musica: O'Donnell, Salvatori)
4. Ghosts of Reach – 2:22 (musica: O'Donnell, Salvatori)
5. Issue (1st Movement of The Odyssey) – 4:15 (musica: Incubus)
6. Heretic, Hero – 2:34 (musica: O'Donnell, Salvatori)
7. Flawed Legacy – 1:58 (musica: O'Donnell, Salvatori)
8. Impend – 2:21 (musica: O'Donnell, Salvatori)
9. Never Surrender (feat. Steve Vai) – 3:35 (musica: Nile Rodgers)
10. Ancient Machine – 1:38 (musica: O'Donnell, Salvatori)
11. 2nd Movement of The Odyssey – 7:40 (musica: Incubus)
12. In Amber Clad – 1:39 (musica: O'Donnell, Salvatori)
13. The Last Spartan – 2:18 (musica: O'Donnell, Salvatori)
14. Orbit of Glass – 1:18 (musica: O'Donnell, Salvatori)
15. 3rd Movement of The Odyssey – 6:40 (musica: Incubus)
16. A Heavy Price Paid – 2:31 (musica: O'Donnell, Salvatori)
17. Earth City – 3:06 (musica: O'Donnell, Salvatori)
18. High Charity – 1:59 (musica: O'Donnell, Salvatori)
19. 4th Movement of The Odyssey – 9:07 (musica: Incubus)
20. Remembrance – 1:17 (musica: O'Donnell, Salvatori)
21. Connection – 2:39 (musica: Hoobastank)

### Volume 2
Musiche di Martin O'Donnell, Michael Salvatori.
1. Prologue – 2:35
2. Suite Cairo – 9:42
3. Suite Mombasa – 6:41
4. Unyielding – 3:04
5. Mausoleum Suite – 8:10
6. Unforgotten – 2:09
7. Delta Halo Suite – 11:29
8. Sacred Icon Suite – 7:26
9. Reclaimer (ft. Steve Vai) – 3:03
10. High Charity Suite – 8:29
11. Finale – 3:10
12. Epilogue – 3:49

## Autori
Tutte le informazioni sono tratte dalla copertina del CD.
- Martin O'Donnell (ASCAP) – compositore
- Michael Salvatori (ASCAP) – compositore
- Simon James – maestro di concerti/appaltatore
- Christian Knapp – Direttore della Northwest Sinfonia
- Marcie O'Donnell – direttore del coro
- Nile Rodgers – produttore
- Nile Rodgers, Michael Ostin – co-supervisori musicali
- Lorraine McLees – direttore artistico dell'album

### Esplicative
1. ↑  La recensione riguarda il volume 1.
2. ↑  Le recensioni riguardano il volume 2.

### Bibliografiche
1. 1 2 3  (EN)   Note di copertina di Halo 2 Original Soundtrack, Martin O'Donnell, p. Introduction, Sumthing Distribution, 2006, Volume Two.
2. 1 2 3 4 5  (EN) Steve Traiman, Halo 2 Soundtrack Bolsters Game Push, in Billboard, vol. 116, n. 45, 2004,  pp. 43-45.
3. ↑  (EN) Martin O'Donnell, Halo 2 Recording Sessions report, su Music4Games, 1º ottobre 2003. URL consultato l'8 maggio 2022 (archiviato dall'url originale il 14 dicembre 2008).
4. 1 2 3 4  (EN) Staff, Interview with Halo 2 composer Marty O'Donnell, su Music4Games, 27 aprile 2006. URL consultato l'8 maggio 2022 (archiviato dall'url originale il 9 maggio 2008).
5. ↑  (EN) Christopher Walsh, Audio Pros See Opportunity In Videogames, in Billboard, vol. 116, n. 46, 13 novembre 2004,  p. 54.
6. ↑  (EN) Steve Traiman, Retailers Chase Gaming Dollars, in Billboard, vol. 117, n. 7, 12 febbraio 2005,  pp. 43-45.
7. ↑  (EN) Evelyn Nussenbaum, Video games get Hollywood makeover, su National Post, 23 agosto 2004,  p. F1.
8. ↑   Mario Vivenzio, Il tema principale di Halo sarà rilasciato per la versione Xbox 360 di Guitar Hero 3, su everyeye.it, 22 novembre 2007. URL consultato l'8 maggio 2022.
9. ↑   Halo 2 (Original Soundtrack)-Martin O'Donnell, su AllMusic, 9 novembre 2004. URL consultato l'8 maggio 2022.
10. ↑  (EN) Halo 2, Vol. 2 (Original Video Game Soundtrack)-Martin O'Donnell, su AllMusic, 25 aprile 2006. URL consultato l'8 maggio 2022.
11. ↑  (EN) Halo 2 Original Soundtrack Volume Two, su IGN, 5 maggio 2006. URL consultato l'8 maggio 2022.
12. ↑  (EN) Stuart Andrews, Games [Final Edition], su Sunday Times, 1º settembre 2005,  p. 32.
13. ↑  (EN) Marc Saltzman, Believe the hype: Master Chief's sequel sets a new gaming standard Halo 2, su Ottawa Citizen, 11 novembre 2004,  p. F6.
14. ↑  (EN) Mike Brennan, Soundtrack.net: Halo 2 Volume 1 OST, su SoundTrack.net, 13 ottobre 2004. URL consultato l'8 maggio 2022.
15. ↑  (EN) Rick Damigella, Rick's Picks: Halo 2 Original Soundtrack, Volume 1, su G4 TV, 9 novembre 2004. URL consultato l'8 maggio 2022 (archiviato dall'url originale il 28 aprile 2006).
16. ↑  (EN) Kenneth Newquist, Halo 2 Soundtrack, Vol. 2 Delivers the True Halo Experience, su NukeTown, 3 novembre 2007. URL consultato l'8 maggio 2022.
17. ↑   Alex Goh, Halo 2 Soundtrack Volume 2 Review, su FutureLooks, 9 maggio 2006. URL consultato l'8 maggio 2022.
18. ↑  (EN) D. Spence, Halo 2 Original Soundtrack Volume Two, su IGN, 5 maggio 2006. URL consultato l'8 maggio 2022.
19. ↑   Ryan Pearson, Le melodie dei videogiochi stanno diventando mainstream, su Seattle Times, 5 agosto 2005,  p. C3. URL consultato l'8 maggio 2022 (archiviato dall'url originale il 15 agosto 2016).
20. ↑  (EN) Olga Kharif, From Beeps to Billboard, su Business Week, 19 maggio 2005,  p. 1.
21. ↑  (EN) Gaming a hit tune, su Newsday, Associated Press, 14 luglio 2005,  p. C21. URL consultato l'8 maggio 2022 (archiviato dall'url originale il 20 settembre 2005).
22. ↑   Soundtrack credits, in Halo 2 Original Soundtrack Volume Two, Sumthing Distribution, 2004-2006.